# لتريل سبريويل
لتريل سبريويل (بالإنجليزية: Latrell Sprewell)‏ مواليد 8 سبتمبر 1970 في ميلواكي، هو لاعب كرة سلة أمريكي سابق بدأ مسيرته الاحترافية في سنة 1992. يبلغ طوله 6 قدم 5 بوصة (2.0 م). اعتزل اللعب في 2005.

## فرق لعب لها
- غولدن ستايت ووريورز
- نيويورك نيكس
- مينيسيوتا تيمبر وولفز

## روابط خارجية
- لتريل سبريويل على موقع إن بي أي (الإنجليزية)
- لتريل سبريويل على موقع سبورتس رفرنس (الإنجليزية)
- لتريل سبريويل على موقع كرة السلة الأوروبية.كوم (الإنجليزية)
- لتريل سبريويل على موقع كلية كرة السلة في سبورتس رفرنس.كوم (الإنجليزية)
- لتريل سبريويل على موقع ريلجم (الإنجليزية)
- لتريل سبريويل على موقع بروبوليرز (الإنجليزية)